# Lars Lindahl (politiker)

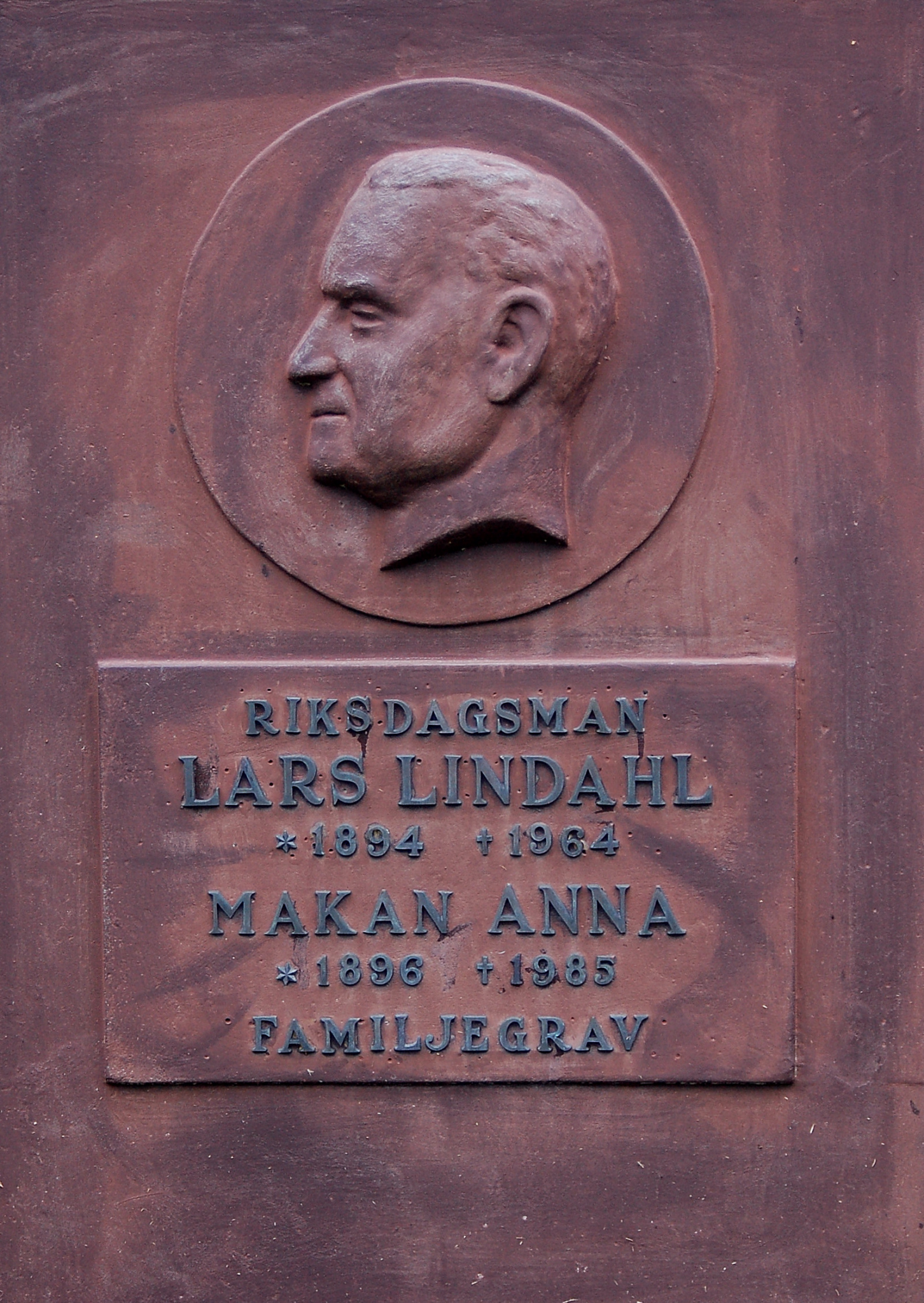
Lars Lindahls gravvård vid Ramundeboda klosterkyrkogård

Lars Hjalmar Lindahl, född 22 februari 1894 i Fägre, död 24 april 1964 i Örebro, var en svensk politiker (socialdemokrat) och järnvägsvagnsreparatör.
Lindahl var ledamot av andra kammaren 1937-1950 och av första kammaren från 1951 till sin död 1964, invald i Örebro läns valkrets. 